# 단일거대노조

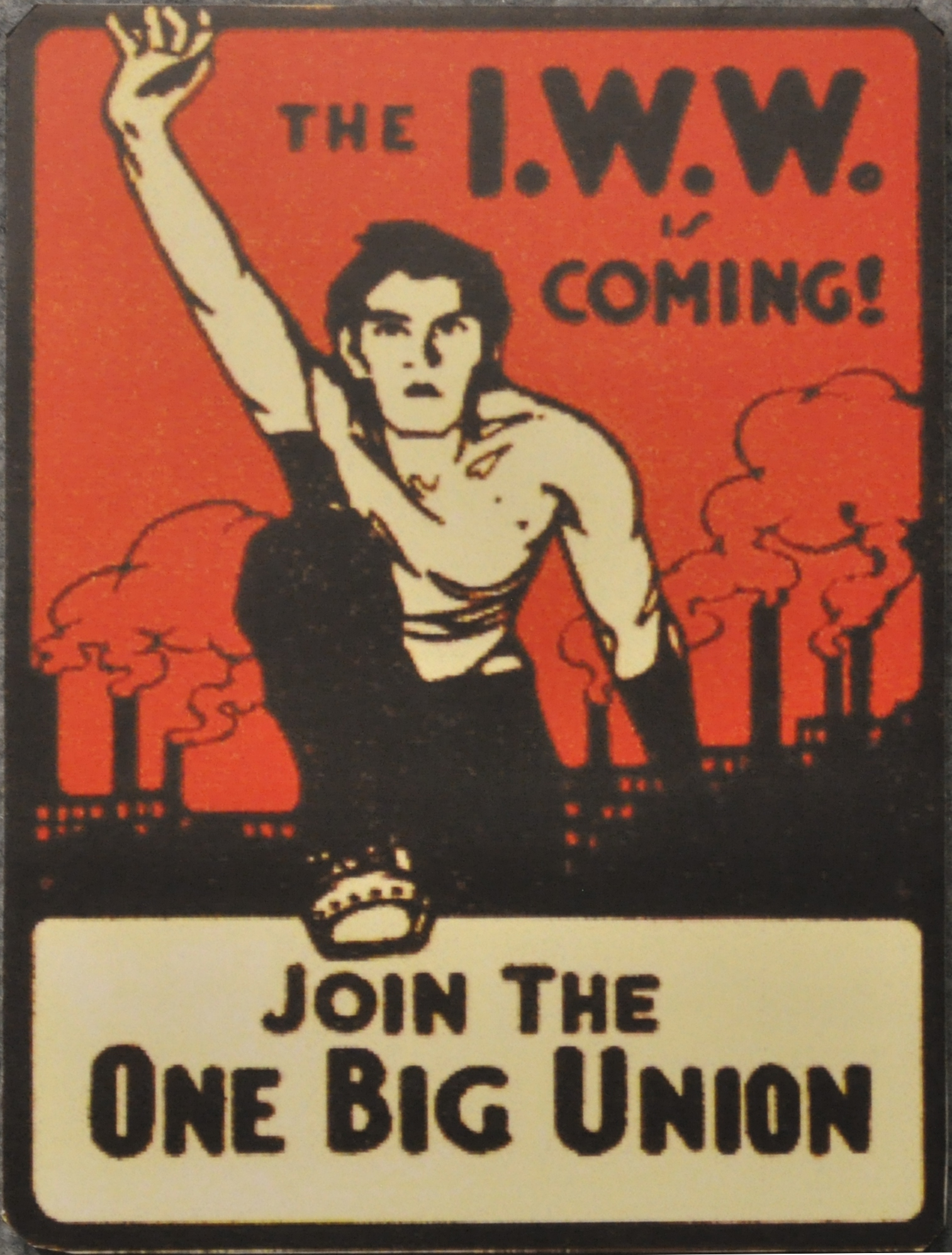
1910년대 세계산업노동자연맹의 스티커.

단일거대노조(One Big Union)란 19세기 말에서 20세기 초에 노동조합 운동가들 사이에 발생한 개념이다.
노동조합들은 본래 직종별로 조직되어 목수노조, 배관공노조, 벽돌공노조 등이 모두 따로 놀았다. 자본가들은 이를 이용해 노동조합들 사이에 분열을 책동하기 일쑤였다. 자본주의 기업들과 국가 관료제가 더욱 커지고 중앙집중화되면서 일부 노동자들은 자신들의 조직 역시 이와 맞먹는 수준으로 커져야 한다는 생각을 하게 되었고, 직종별 노동조합의 취약함을 깨달은 많은 노조들은 산업별 노동조합을 조직했다.
세계산업노동자연맹이 선도한 "단일거대노조" 개념은 단순히 모든 노동자들이 하나의 노조 아래 조직화되어야 한다는 의미가 아니었다. 1911년 IWW 지지자인 토머스 해거티와 윌리엄 트로트먼이 작성한 소책자를 보면 단일거대노조의 두 가지 목적을 규정하고 있다. 이에 따르면 단일거대노조는
- 전투를 성공적으로 수행하고, 근무시간 단축·임금 인상·작업환경 개선 등 오늘날의 노동자들의 이해관계를 보호할 수 있는 방식으로 임노동자들을 조직화해야 한다.
- 노동운동에 대한 최종 해결책을 제시해야 한다. 그 최종 해결책이란 파업, 지령 등의 직접행동을 통한 노동자 해방이다.

단일거대노조는 추상적인 개념이었지만 IWW의 혁명적 산별노조주의는 그 개념을 실제화시킬 수 있는 수단으로 여겨졌다. 그러나 정부와 기업들이 이를 두고볼 리 만무했고, 1925년이 되면 단일거대노조는 그저 슬로건으로만 남게 되었다.

## 같이 보기
- 아나르코생디칼리슴
- 세계산업노동자연맹
- 세계노동조합연맹